# Dubislav Gneomar von Natzmer
Dubislav Gneomar von Natzmer (1654 – 13. května 1739) byl pruský polní maršál.
Byl dvakrát ženatý; jeho druhou manželkou byla Charlotte Justine von Gersdorff († 1763), matka hraběte M. L. Zinzendorfa.